# Хряпа Віктор Володимирович
Віктор Володимирович Хряпа (рос. Виктор Владимирович Хряпа; * 3 серпня 1982, Київ, Українська РСР, СРСР) — російський професійний баскетболіст українського походження. Позиція — форвард. Зараз є гравцем першості Росії. Молодший брат відомого українського баскетболіста, екс-гравця збірної України Миколи Хряпи.

## Початок кар'єри
Виступав за українські та російські клуби з 1999 року. У 2003 та 2004 — чемпіон Росії.

## НБА
Обраний на драфті 2004 під 22 загальним номером клубом «Нью-Джерсі Нетс». «Нетс» обміняли його у «Портленд Трейл-Блейзерс». Хряпа провів 101 гру за «Трейл-Блейзерс»; 28 червня 2006 його було обміняно у «Чикаго Буллз».
У складі «Буллз» Хряпа провів 33 гри у сезоні 2006-07 та 9 ігор у сезоні 2007-08.

## Повернення у Росію
12 лютого 2008 Хряпа повернувся у першість Росії. Він втретє став чемпіоном Росії у 2008.

## Національна збірна
Хряпа був гравцем основного складу збірної Росії, з нею виграв першість Європи 2007.